# Cymolutes praetextatus
Cymolutes praetextatus és una espècie de peix de la família dels làbrids i de l'ordre dels perciformes.
Els mascles poden assolir els 20 cm de longitud total.
Es troba des de l'Àfrica oriental fins a KwaZulu-Natal (Sud-àfrica) i les Illes de la Societat.